# 西福寺 (福山市新市町)

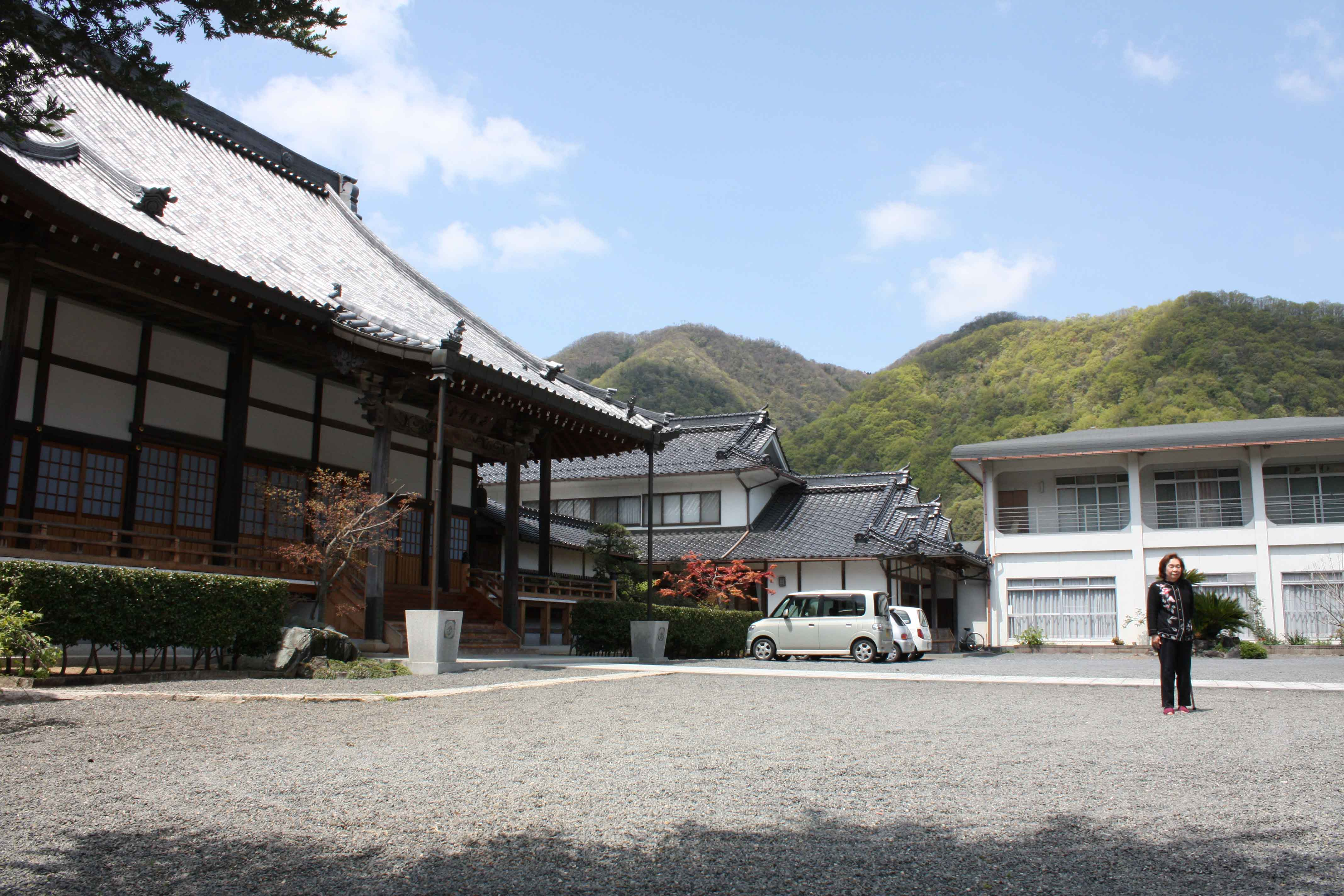
西福寺の境内

西福寺（さいふくじ）は、広島県福山市新市町金丸にある浄土真宗本願寺派の寺院。山号は功円山。室町時代から現在まで続く。1525年創設（前身の実相寺含む）。現在の住職は27代山名孝彰。

## 歴代住職
初代〜7代は毛利家。寺院合併により第8代目から山名姓となる。
- 初代　祐良

毛利元弘四男就勝の子である祐良が、父就勝自害により、元綱元就の嫌悪を危惧し出家し金丸村（現:新市町金丸）に、西福寺の前身寺である大江山実相寺を建立する。1571年没。
- 2代　祐実

1558年没。
- 3代　祐秀

祐実の弟。兄の早世により法燈継承。1571年没。
- 4代　祐光

1605年没。
- 5代　祐元

1594年没。
- 6代　祐和

祐元の弟。1617年没。
- 7代　祐清

1641年没。
- 8代　山名祐念

幼名は太郎丸。山名持豊の末裔である但馬守の孫であり、宮内卿の子。関ヶ原の合戦で毛利輝元に随従して敗北した後、備後国御調郡大多城に没落する。後、剃髪して一寺を建立し、功円山報徳院西福寺と称す。1626年、芦品郡木之山村角芽谷権現（現：府中市木野山町角目）へ引越す。1635年、祐念は実相寺第7代目祐清の養子となる。祐清死後、1648年に実相寺、西福寺の両寺協議により、寺号を西福寺とし、苗字は山名氏、家紋等は毛利氏に準ずることとした。これにより、当山は西福寺を吸収合併し、西福寺と改称した。1672年没。
- 9代　山名祐正

祐念の長男。1718年没。
- 10代　山名祐雪

祐正の長男。1705年より本堂再建に着手、1707年完成。
- 11代　山名祐閑

祐雪の長男。1732年没。
- 12代　山名祐光

祐閑の長男。1744年没。
- 13代　山名祐会

祐光の次男。1772年没。
- 14代　山名祐泰

祐会の長男。1772年、18歳で没。
- 15代　山名雲晴

祐会の次男。祐泰の弟。1808年没。
- 16代　山名祐甫

1837年没。
- 17代　山名祐海

雲晴の長男。祐甫の義弟。1879年没。
- 18代　山名一晋

裕海の弟。1852年没。
- 19代　山名千界

生没年不明。1875年生存記録あり。
- 20・21代　[2]
- 22代　山名祐諦

祐海の長男。1924年没。
- 23代　山名祐心

祐海の次男。祐諦の弟。雅号は古松園主。1932年没。
- 24代　山名哲昭

祐心の長男。1886年生まれ。1958年没。
- 25代　山名哲晋

祐心の次男。哲昭の弟。1892年生まれ。1960年没。
- 26代　山名浩明

専教寺より入寺。坊守は哲晋の長女。1958年から2003年まで45年間住職。2004年没。
- 27代　山名孝彰

浩明の長男。2003年より住職（現職）。坊守は寂静寺13代住職の長女。